# Sint-Quirinuskerk (Vlimmeren)

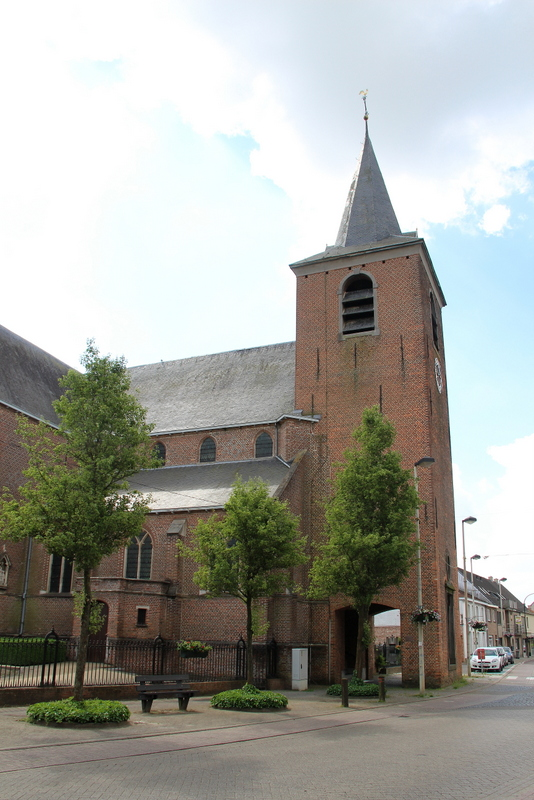
Sint-Quirinuskerk

De Sint-Quirinuskerk is de parochiekerk van de tot de Antwerpse gemeente Beerse behorende plaats Vlimmeren, gelegen aan de Kerkstraat.

## Geschiedenis
In de 14e eeuw stond hier een kapel die afhankelijk was van de Sint-Willibrordusparochie te Rijkevorsel. In 1678 werd Vlimmeren een zelfstandige parochie.
Het transept, koor en schip hebben een 14e- of 15e-eeuwse kern, maar de kerk is in 1619 uitgebrand en ook in 1626 vernield. Vermoedelijk was de kerk kort na 1678 weer geheel hersteld. De westtoren werd in 1770-1771 gebouwd. In het derde kwart van de 18e eeuw werd het kerkmeubilair verfraaid. Ingrijpende werkzaamheden om de kerk te restaureren en te vergroten vonden plaats in 1938.

## Gebouw
Het betreft een georiënteerde bakstenen basilicale kruiskerk met voorgebouwde toren. De kerk is voornamelijk in gotische stijl, en de toren is in classicistische stijl. Deze toren heeft vier geledingen en wordt gedekt met een ingesnoerde naaldspits.

## Interieur
De kerk bezit een 15e-eeuwse calvariegroep in gepolychromeerd hout. Van hetzelfde materiaal is een Mariabeeld (eind 16e eeuw). Van 1753 is een Mariabeeld en een beeld van Sint-Balbina, die dochter was van Quirinus. Van 1757 is een witgeschilderd beeld van Onze-Lieve-Vrouw van Smarten. Van 1758 zijn diverse gepolychromeerde en witgeschilderde heiligenbeelden. Van begin 18e eeuw zijn reliekhouders van Sint-Quirinus en Sint-Antimus.
Het eikenhouten hoofdaltaar is van de eerste helft van de 17e eeuw, met het schilderij Marteldood van Sint-Quirinus van midden 17e eeuw. Het noordelijk zijkoor heeft een portiekaltaar met paneel: Onze-Lieve-Vrouw en Kind schenken een rozenkrans aan Sint-Franciscus van Assisi en Sint-Dominicus.
Mogelijk uit 1629 is een arduinen doopvont. Het zuidelijk zijkoor heeft een portiekaltaar van 1773 met schilderij: Kruisafneming. De preekstoel is 17e-eeuws. Het doksaal is van 1767 en de orgelkast is van 1753.
Er zijn een zevental arduinen grafstenen van de 17e en 18e eeuw.